# 花郎台站 (韩国铁道公社)
花郎臺站（：／ Hwarangdae yeok */?）是韩国铁路的一個已停用的車站，于2010年12月21日废止。位于首尔芦原区孔陵2洞，屬於京春线。

## 历史
- 1939年7月25日：以泰陵站的名义开始使用。
- 1958年1月1日：车站改为现名。
- 2010年12月21日：车站停用。

## 车站周边
- 韩国陆军士官学校
- 首尔女子大学
- 泰陵选手村